# Kurt Gies
Kurt Helmut Gies (* 18. Mai 1921 in Mülheim an der Ruhr; † 23. November 1943 in der Sowjetunion) war ein deutscher Tennisspieler.

## Sportliche Laufbahn
Er wurde als jüngster Sohn des Verwalters der städtischen Sportanlagen am Kahlenberg Heinrich Gies geboren. Obwohl selbst nie als Tennisspieler aktiv, fühlte sich der Vater dem Tennissport verbunden und machte Kurt ebenso wie dessen drei ältere Brüder schon früh mit dem Spiel vertraut. Im Alter von vier Jahren machte Kurt unter der Anleitung seines Vaters und seiner Brüder die ersten Schläge mit einem eigens für ihn umgebauten Schläger.
1934 trat Kurt Gies in den Mülheimer Tennisverein am Kahlenberg ein und war dort drei Wochen später bereits Spitzenspieler in seiner Altersklasse. 1936 gewann er auf Anhieb die Stadtmeisterschaft, wurde 1938 Deutscher Jugendmeister und wiederholte diesen Erfolg ein Jahr später. 1939 wechselte er zum KTHC Stadion Rot-Weiss nach Köln. Hier konnte er sein Leistungspotential unter seinem neuen Trainer Hans Nüsslein voll entfalten und sich im Training mit deutschen Spitzenspielern messen.
1940 gewann er in Braunschweig, gemeinsam mit Ursula Rosenow, den Mixed-Wettbewerb der Nationalen deutschen Tennismeisterschaften und nahm zusammen mit dem Deutschen Meister Henner Henkel als deutscher Nachwuchsspieler an einer Japanreise teil und bestritt vier Länderkämpfe sowie mehrere Schaukämpfe. 1941 gewann er die dänische Hallenmeisterschaft, schlug sich mit großem Erfolg in Länderkämpfen gegen Ungarn sowie Kroatien und erreichte seinen sportlichen Höhepunkt als Sieger bei den Deutschen Meisterschaften in Braunschweig. Dort schlug er im Endspiel des Einzelwettbewerbs den Davispokalspieler Adam Baworowski und gewann die Doppelkonkurrenz zusammen mit seinem Partner Henner Henkel. Seinen Titel im gemischten Doppel aus dem Vorjahr konnte er jedoch nicht verteidigen. 1942 blieb ihm die Teilnahme an den Meisterschaften versagt, da er seit 1941 als Soldat bei der Wehrmacht diente und keinen Urlaub für das Turnier bekam. 1943 konnte er seinen Triumph bei den Deutschen Meisterschaften sowohl im Einzel als auch im Doppel wiederholen.
Das war sein letzter großer Auftritt als Tennisspieler. Nur wenige Wochen nach der Erringung des Meistertitels fiel er im Alter von 22 Jahren als Soldat an der Ostfront in Russland.
Im Mülheimer Stadtteil Heißen wurde am 31. Januar 1957 eine Straße nach ihm benannt.